# 月の恋人〜Moon Lovers〜
『月の恋人〜Moon Lovers〜』（つきのこいびと ムーン ラヴァーズ）は、2010年にフジテレビ系「月9」枠で放送されたテレビドラマ、およびテレビドラマのために道尾秀介が書き下ろしした小説。

## 小説
全く異なる世界に住んでいるはずだった3人の男女が、様々な形で関わりあっていく姿をそれぞれの視点から描いていく長編小説。書き下ろしであるが、第三の主人公ともいえる椋森弥生を含めてテレビドラマ版には登場しない人物が多数登場し、展開もまったく異なる。これについては著者のあとがきによると､「どちらが本当というわけではない｣という。

## 書誌情報
- 月の恋人－Moon Lovers－（2010年5月30日、新潮社、ISBN 9784103003342）
- 月の恋人－Moon Lovers－（2013年3月1日、新潮文庫、ISBN 9784101355542）

## テレビドラマ
2010年5月10日から7月5日まで毎週月曜日21:00 - 21:54に、フジテレビ系「月9」枠で放送された。初回は15分拡大、最終回は69分拡大で2時間15分放送。主演は木村拓哉。

### 制作
2010年4月1日に中国・上海でクランクインし、上海ロケは約10日間行われた。
月9枠では同じく木村主演の『CHANGE』（2008年）以来の5月スタートとなる。そのため、1989年以降の月9ドラマとしては全8話と一番短い話数となった。最終回は69分拡大し、2時間15分で放送。最終回を2時間以上拡大して放送するのは月9ドラマ史上初である。
主題歌は、月9枠では木村主演の『ロングバケーション』（1996年）以来14年ぶりとなる久保田利伸が担当し、ドラマのために「LOVE RAIN 〜恋の雨〜」を書き下ろしした。
関東地区での初回視聴率は22.4%（瞬間最高視聴率は24.5%）を記録。これは2010年に放送された民放の連続ドラマではトップである。
タイトルバックの番組のロゴは第1話 - 第4話と第5話以降では異なっている。
番組との連動企画として「葉月蓮介ブログ」がネット上に開設された。「蓮介」を自称する人物がドラマの撮影現場や出演者の様子などをレポートする内容となっている。

### あらすじ
国内で急成長中のインテリアメーカー「レゴリス」社長・葉月蓮介は中国進出を企てていた。蓮介が乗りこんだのは活気あふれる都市・上海。そこで蓮介を待っていたのは仕事を共にしてきたインテリアデザイナー・二宮真絵美、資産家令嬢で人気モデル・大貫柚月、そして中国人女性・リュウ シュウメイとの出会い。この3人の女性との出会いを機に、蓮介の人生に転機が訪れる。

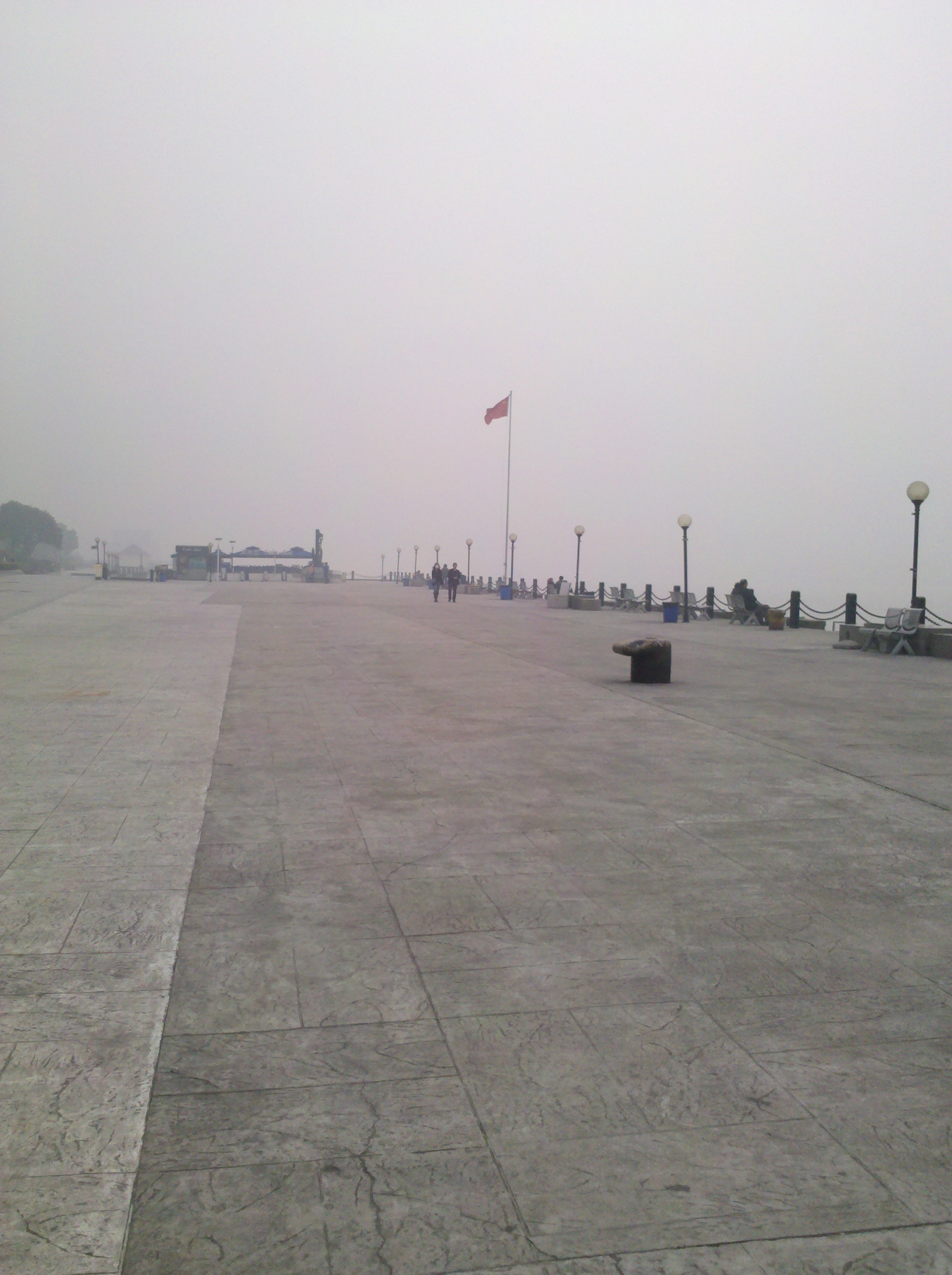
上海のロケ地の一つである浜江公園

### キャスト

#### 主要人物
葉月 蓮介（はづき れんすけ）〈35〉
演 - 木村拓哉
本作の主人公。急成長を遂げるインテリアメーカー「レゴリス」社長。
目的達成のために努力を惜しまないやり手の事業家。「金」よりも「勝ち」に執着し、結果を重視することから突然プロジェクトの方針を一変させ周囲を慌てさせるなど、気紛れで傲慢に見えることもある。
良質で安い家具を普及させる理想を掲げて事業を始めたが、結果を残すことができない社員は厳しく切り捨てる「ワンマン」（通称「血も涙もない男｣）。
ブランドの製品の欠陥で負傷者が出、自信が揺らぎ始め、第7話では風見の裏切りに遭って社長の役職を解任されてしまう（解任後は田舎町の大貫家の別荘に居候する日々を過ごすが、やがて自らの原点に立ち戻る）。
愛車はレクサス・SC430。定居を構えず高級ホテルに住んでいる。愛煙家である。
二宮 真絵美（にのみや まえみ）〈35〉
演 - 篠原涼子
ヒロイン。インテリアデザイナー。
下請けの立場だが蓮介とは美大時代からの付き合いで、いわば盟友。
気取らない性格の姉御肌。スタッフからも愛されている。無理難題を押し付ける蓮介を厄介に思いながらも、常にクリエイティヴィティを刺激され、図らずも挑戦に乗ってしまう。
日本におけるシュウメイの理解者であり友人でもあるが、シュウメイと蓮介の関係の進展に対しては複雑な様子。最終回で蓮介に告白をした。
リュウ シュウメイ（劉 秀美）〈28〉
演 - リン・チーリン
貧乏だが美しく純粋無垢な中国人女性。
中国の家具工場の一工員であったが、蓮介の独断で「レゴリス」のイメージキャラクターに抜擢される。
彼女の美しさを利用しようとする蓮介に対しては常に本音をぶつけている。蓮介が解任されてからは中国へと旅立ち、女優としての道を選ぶ。
蔡 風見 （さい かざみ）〈25〉
演 - 松田翔太
中国語読みはツァイ・フォンジェン。「レゴリス」社員。蓮介の側近（能力至上主義である蓮介の取り計らいによって出世した）。
日本で生まれ育った中国系二世。三ヶ国語を自由に操るエリートで切れ者。
何を内に秘めているのか分からないタイプだが、真絵美に好意を抱いており、彼女には優しく接する。
「レゴリス」中国進出のキーパーソンだったが、第7話で蓮介のやり方に不満を持つ関係者を糾合して事実上乗っ取る。
大貫 柚月（おおぬき ゆづき）〈23〉
演 - 北川景子
人気カリスマSサイズモデル（小柄）。国内最大手家具メーカー「マストポール」の社長令嬢。
今まで欲しいと思ったものを諦めたことは一度もないため、唯一自分の思うままにならない存在である蓮介に強い執着を持つが、それは彼女なりの一途さゆえ。
蓮介は彼女の父のもとでインテリア業の修行をしていた時代があり、子供時代の柚月にとって兄のような存在（初恋の人）。蓮介への想いに一応の決着がついたのち、再び世界に通用するモデルとしての成功を目指す。

#### レゴリス
雉畑 藤吾（きじばた とうご）
演 - 渡辺いっけい
「レゴリス」役員。事業初期からの蓮介の部下。
利益のために容赦なく従業員を切り捨てる蓮介を「変わってしまった｣と嘆いていた。
中国工場の責任者だったが、第5話で欠陥製品製造の責任を背負って退社したが、のちに風見によって会社に復帰した。
嶺岡 康之（みねおか やすゆき）
演 - 川平慈英
「レゴリス」社員。
能力不足を会議の場で蓮介に指摘されて以来、会社に不満を持っている。
第4話で退社し、「マストポール」に「レゴリス」の広告プランを漏らしてしまう。
小泉 桂一（こいずみ けいいち）
演 - 水上剣星
「レゴリス」社員。商品部部長。
頭脳明晰なキレ者。
笠原 由紀（かさはら ゆき）
演 - 中村ゆり
「レゴリス」社員。営業企画部所属。
実質は蓮介の秘書的な役割を務めている、一流大学出身の才女。
滝沢 光（たきざわ ひかる）
演 - 松尾諭
「レゴリス」社員。

#### 真絵美の関係者
前原 継男（まえはら つぐお）
演 - 濱田岳
真絵美のアシスタント。
真絵美とリナにいじられている。最終回まで蓮介に名前を覚えてもらえなかった。
安斎 リナ（あんざい リナ）
演 - 満島ひかり
真絵美のアシスタント。
ミーハーで好奇心旺盛。真絵美の作品に憧れてアシスタントになったため、真絵美には絶大な信頼を寄せている。蓮介にも興味津々。

#### 柚月の関係者
大貫 照源（おおぬき てるもと）
演 - 長塚京三
柚月の父。インテリア業界トップ「マストポール」社長。
かつては蓮介の才能を買っていたが、最近では「レゴリス」の追い上げに苛立ちを感じている。
溺愛している娘が蓮介を追いかけ始めたことを知って、さらに苦い思いを抱いている。
経営者としてはやり手で、様々な方法で「レゴリス」に揺さぶりをかける。
エルカ
演 - 西山茉希
柚月のモデル仲間で友人。長身。
柚月を姉妹のように思っており、ついつい余計なハッパをかけてしまうクセがある。

#### その他
ミン
演 - 阿部力
シュウメイの親友の中国人。
いわゆるオカマ（字幕のセリフもオカマ言葉）。
時田 良三（ときた りょうぞう）
演 - 温水洋一
中華料理店「田鶏」店主。
中国で10年間料理の修行をしていた。
丸山 鉄二（まるやま てつじ）
演 - 竹中直人
「田鶏」のカウンター席で昼間から酒を飲んでいる謎の男。
ドラマ版では職業の描写はないが、原作小説では居酒屋「おんちゃん」の店主。

#### ゲスト
第1話
シュウメイの母
演 - 二木てるみ
蓮介側に拉致保護されている（第3、4話）。
シュウメイの日本語の先生
演 - 高橋昌也
近所の97歳の男性。かつては翻訳をしていた（ ‐ 第2話）。
第3話
リュウ ハンヤン
演 - 田口主将
シュウメイの父（ ‐ 第4話）。
第6話
葉月 みち代
演 - 倍賞美津子
蓮介の実母（ ‐ 第7話）。
田端 啓
演 - 宇都秀星
「レゴリス」の椅子で大怪我をした子供。
啓の父
演 - 佐伯新
啓の母
演 - 氏家恵
啓の両親。息子の見舞いと謝罪に来た蓮介たちを拒絶する。
第8話
松原 潤一
演 - 相島一之
上樹町役場企画部振興課に勤務している。蓮介に町営ホールの内装を依頼する。
李 忠徳
演 - 趙珉和
「レゴリス」の新入社員。

### スタッフ
- 原作：道尾秀介『月の恋人－Moon Lovers－』（新潮社刊）
- 脚本：浅野妙子
- 脚本協力：古家和尚（第1話協力）、池上純哉（第1話共同）、高橋幹子（第7話共同）、山上ちはる（第7話共同）、鈴木正人
- 演出：西谷弘、平野眞、石井祐介
- 音楽：髙見優
- 音楽プロデュース：志田博英
- 主題歌：久保田利伸「LOVE RAIN 〜恋の雨〜」（SME Records）[7]
- 編成：加藤達也
- 広報：片山正康
- ホームページ：丸谷利一
- スチール：青木操生
- 構成協力：山上ちはる
- 監修：小澤良介、藤原敬介
- プロデューサー：後藤博幸、村瀬健
- 制作：フジテレビドラマ制作センター
- 制作著作：フジテレビ

### 放送日程
| 各話                                                       | 放送日        | サブタイトル | 脚本                         | 演出                      | 視聴率 |
| ---------------------------------------------------------- | ------------- | --- | ---------------------------- | ------------------------- | ------ |
| 第1話                                                      | 2010年5月10日 | おまえが欲しい | 浅野妙子 池上純哉            | 西谷弘                    | 22.4%  |
| 第2話                                                      | 2010年5月17日 | ありえないキス | 浅野妙子                     | 平野眞                    | 19.2%  |
| 第3話                                                      | 2010年5月24日 | 復讐のプロポーズ                                                                                                   | 浅野妙子                     | 平野眞                    | 15.6%  |
| 第4話                                                      | 2010年5月31日 | こんなに好きだったんだ…                                                                                            | 浅野妙子                     | 石井祐介                  | 15.5%  |
| 第5話                                                      | 2010年6月07日 | 好きと言えたらいいのに                                                                                             | 浅野妙子                     | 平野眞                    | 17.4%  |
| 第6話                                                      | 2010年6月14日 | 最終章序幕・別れ                                                                                                   | 浅野妙子                     | 石井祐介                  | 13.4%  |
| 第7話                                                      | 2010年6月28日 | 二人だけの同窓会                                                                                                   | 浅野妙子 高橋幹子 山上ちはる | 平野眞                    | 14.4%  |
| 最終話                                                     | 2010年7月05日 | さよなら葉月蓮介! 3人の女性へ贈るラストメッセージ! 究極のラブストーリーが迎える衝撃の結末! 涙、涙のエンディングへ… | 浅野妙子                     | 前編 石井祐介 後編 西谷弘 | 16.2%  |
| 平均視聴率 16.8%（視聴率は関東地区・ビデオリサーチ社調べ） |               | |                              |                           |        |

- 初回は21時 - 22時9分の15分拡大放送。
- 最終回は21時 - 23時3分の69分拡大放送（2時間15分）[13]。
- 2010年6月21日は「FIFAワールドカップ南アフリカ大会1次リーグ・ポルトガル対北朝鮮」放送のため休止。

### 関連商品

#### DVD
- 「月の恋人〜Moon Lovers〜 豪華版DVD-BOX」（2011年4月27日発売、エイベックス・エンタテインメント）
  - 【本編DISC収録内容】
    - DISC1（第1話 収録）
    - DISC2（第2・3話 収録）
    - DISC3（第4・5話 収録）
    - DISC4（第6・7話 収録）
    - DISC5（最終話・予告集・OP集 収録）

  - 【特典DISC収録内容】
    - 特典DISC①
      - スペシャルメイキング 前編
      - 西谷監督が語る月の恋人の世界
      - 温水洋一の上海探訪記
      - メインキャスト座談会
      - 未公開シーン

    - 特典DISC②
      - スペシャルメイキング 後編
      - ファンが選んだ胸キュン名場面ランキング
      - 濱田岳どっきり（秘）報告
      - オールアップ集
      - レゴリスCM集
      - 未公開CM集

  - 【封入特典】
    - 豪華プレミアム写真集（サイズ（L）257mm×（W）245mm、オールカラー28P予定）
    - オリジナルコスメポーチ
    - REGOLITHオリジナル木製コンパクトミラー
    - オリジナルバッグハンガー・チャーム
    - 特製『月の恋人〜Moon Lovers〜』オリジナルポストカード
    - 特製『月の恋人〜Moon Lovers〜』メモ付箋

  - 【先着予約特典】
    - REGOLITHオリジナルクリアファイル

- 「月の恋人〜Moon Lovers〜 通常版DVD-BOX」（2011年4月27日発売、エイベックス・エンタテインメント）
  - 【本編DISC収録内容】
    - 豪華版DVD-BOXと同じ

  - 【封入特典】
    - 通常版限定オリジナルポストカード

  - 【映像特典】
    - オープニングタイトル集

#### サウンドトラック
2010年7月7日に、ポニーキャニオンよりサウンドトラック・アルバムが発売。
| #   | タイトル                                  | 作詞 | 作曲・編曲 |
| --- | ----------------------------------------- | ---- | ---------- |
| 1.  | 「Moon Lovers」                           |      |            |
| 2.  | 「Moon Lovers (eight dot Remix)」         |      |            |
| 3.  | 「REGOLITH」                              |      |            |
| 4.  | 「Let's Get Movin' On」                   |      |            |
| 5.  | 「I'm Innocent」                          |      |            |
| 6.  | 「It's Still Crescent」                   |      |            |
| 7.  | 「蓮介の迷い」                            |      |            |
| 8.  | 「アメンボの住む町」                      |      |            |
| 9.  | 「Just a Designer」                       |      |            |
| 10. | 「The Wild Side」                         |      |            |
| 11. | 「She is Trouble Maker」                  |      |            |
| 12. | 「復讐の灯火」                            |      |            |
| 13. | 「タクラミ」                              |      |            |
| 14. | 「A Boobytrap」                           |      |            |
| 15. | 「アメンボの住む町 (guitar version)」     |      |            |
| 16. | 「Four Coins」                            |      |            |
| 17. | 「She Can't Hurry Love」                  |      |            |
| 18. | 「Fall into a Darkness」                  |      |            |
| 19. | 「Full Moon With Heavy Clouds」           |      |            |
| 20. | 「The President's Office」                |      |            |
| 21. | 「Night of New Moon」                     |      |            |
| 22. | 「Moon Lovers (piano & strings version)」 |      |            |
| 23. | 「LOVE RAIN (guitar version)」            |      |            |